# Personaggi di Transformers (serie di film)
Di seguito sono elencati protagonisti e personaggi della serie cinematografica dedicata ai Transformers, film diretti da Michael Bay, prodotti da Steven Spielberg e distribuiti dalla Paramount Pictures. Creati principalmente dalla ILM, sono ispirati ai personaggi della serie tv originale del 1984.

Gli Autobot Hound, Bumblebee, Optimus Prime, Drift e Crosshairs nel quarto film

## Esseri umani

### Sam Witwicky
Shia LaBeouf interpreta Samuel James Witwicky, detto Sam, il protagonista dei primi tre film della serie originale. Ispirato al personaggio di Spike, protagonista umano della serie Generation 1, nel primo film frequenta il liceo e acquista la sua prima auto, che si rivelerà essere l'Autobot Bumblebee. Il suo trisavolo, Archibald Witwicky, fu un esploratore che scoprì il corpo ibernato di Megatron durante una spedizione in Artide; sui suoi occhiali il leader dei Decepticon incise le coordinate geografiche della posizione sulla Terra dell'Allspark, una potente fonte di energia in grado di creare mondi e vita su essi. Sam si ritrova perciò coinvolto nella guerra tra gli Autobot e i Decepticon; arrestato dal Settore 7, ottiene l'Allspark durante la detenzione e lo utilizza durante la battaglia contro Megatron, inserendolo nel suo petto e uccidendolo. Nel secondo film entra in possesso di un piccolo frammento dell'Allspark: toccandolo, inizia a vedere strani simboli cybertroniani nella sua testa, in realtà la mappa per una fonte di Energon (l'energia che dà vita ai Transformer) sulla Terra. Megatron, riportato in vita dai Decepticon, dà la caccia al ragazzo fino in Egitto, dove Sam trova la leggendaria Matrice del comando grazie agli indizi dell'Autobot Jetfire e la usa per resuscitare Optimus Prime, ucciso dallo stesso Megatron. Nel terzo film Sam ha concluso il college, trova lavoro e vive con la fidanzata Carly a Washington. Quando i Decepticon assaltano Chicago Sam vi si reca per salvare Carly, presa in ostaggio da Dylan Gould, un umano che collabora con i Decepticon. Uccide Starscream con l'ausilio delle armi fornitegli dall'Autobot Que e riesce a salvare Carly, uccidendo in seguito Dylan. Nel quinto film appare una sua foto nello studio di Sir Edmond Burton: ciò suggerisce che Sam sia anch'egli un membro dell'ordine dei "Witwiccan".

### Mikaela Banes
Megan Fox interpreta Mikaela Banes, la fidanzata di Sam Witwicky nei primi due film. Suo padre, Cal, lavora in un'officina e gli ha trasmesso le sue conoscenze nel campo dei motori. Nel primo film conosce Sam al liceo, assiste insieme al ragazzo alla rivelazione di Bumblebee e, durante lo scontro finale con i Decepticon, aiuta il robot, ferito da un attacco di Starscream. Nel secondo film si fidanza con Sam, lavora nell'officina di suo padre e accompagna il fidanzato in Egitto, restando al suo fianco durante la battaglia contro i Decepticon.

### Carly Spencer
Rosie Huntington-Whiteley interpreta Carly Brooks Spencer, la fidanzata di Sam Witwicky nel terzo film. Lavora per Dylan Gould, un ricco uomo d'affari e collezionista che si rivelerà aiutante dei Decepticon. Presa in ostaggio da Dylan e portata a Chicago, viene salvata da Sam. Incontra Megatron durante lo scontro finale e lo persuade del fatto che Sentinel Prime, suo alleato, sta cercando di sottrargli il potere e l'esercito.

### Ron e Judy Witwicky
Kevin Dunn e Julie White interpretano i genitori di Sam, ovvero Ron Witwicky e Judy Witwicky, nei primi tre film.

### Maggie Madsen
Rachael Taylor interpreta Maggie Madsen nel primo film. È una giovane analista chiamata dal Dipartimento della difesa statunitense a decodificare la natura del virus impiantato nella rete informatica militare dal Decepticon Frenzy. Dal momento che la tecnologia umana non permetterebbe di penetrare così facilmente la rete informatica americana, è la prima a ipotizzare che l'attacco subito sia di natura aliena.

### Glen Whitmann
Anthony Anderson interpreta Glen Whitmann nel primo film. È un esperto hacker amico di Maggie.

### John Keller
Jon Voight Interpreta John Keller, il Segretario della difesa degli Stati Uniti nel primo film. Informato dal Settore 7 dell'esistenza dei Transformer, aiuta Simmons a uccidere il Decepticon Frenzy. Terminata la battaglia finale contro Megatron, annuncia la chiusura del Settore 7.

### Leo Spitz
Ramón Rodríguez interpreta Leo Spitz nel secondo film. Compagno di stanza di Sam al college, gestisce un sito web dedicato agli avvistamenti dei Transformers.

### Bruce Brazos
John Malkovich interpreta Bruce Brazos nel terzo film. Capo dell'azienda presso la quale Sam lavora, è un uomo molto preciso e pignolo.

### Charlotte Mearing
Frances McDormand interpreta Charlotte Mearing, direttore dell'Intelligence statunitense nel terzo film.

### Dutch
Alan Tudyk interpreta Dutch, l'assistente di Simmons con origini olandesi nel terzo film.

### Jerry Wang
Ken Jeong interpreta Jerry Wang nel terzo film. Paranoico programmatore presso l'azienda in cui lavora anche Sam, è costretto a lavorare per i Decepticon. Viene ucciso da Laserbeak poiché aveva avvisato Sam circa i piani dei Decepticon.

### Cade Yeager
Mark Wahlberg interpreta Cade Yeager, il protagonista del quarto e quinto film della serie originale. È un inventore squattrinato del Texas che, dopo la morte della moglie, cerca di guadagnarsi da vivere riparando macchinari e inventando strani marchingegni. Compra un vecchio camion danneggiato con l'obiettivo di rivenderne i pezzi, ma quando il camion si rivela essere Optimus Prime la CIA, che vuole liberarsi di tutti i Transformer sulla Terra, si mette sulle sue tracce e diventa un ricercato. Nella battaglia finale presso Hong Kong aiuta Optimus a sconfiggere il cacciatore di taglie Lockdown, mentre nel quinto film diviene un fuorilegge poiché cerca di aiutare gli Autobot. Incontra Sir Edmond Burton, da cui viene a sapere di essere l'ultimo cavaliere: spetterà dunque a lui salvare la Terra dalla malvagia Quintessa, che vuole rigenerare Cybertron assorbendo l'energia vitale del pianeta.

### Tessa Yeager
Nicola Peltz interpreta Tessa Yeager, la figlia di Cade, in Transformers 4 - L'era dell'estinzione. Fidanzata con Shane, ha 17 anni ed è in procinto di prendere il diploma. Rapita da Lockdown, che la porta sulla sua astronave, viene salvata da Cade e Shane. Successivamente si reca insieme a loro a Hong Kong, dove li aiuta a proteggere il Seme da Galvatron e a sconfiggere Lockdown.

### Shane Dyson
Jack Reynor interpreta Shane Dyson nel quarto film. Di origini irlandesi, è il fidanzato di Tessa e per questo non è ben visto da Cade. Segue quest'ultimo sull'astronave di Lockdown per salvare Tessa, per poi recarsi anch'egli a Hong Kong; qui aiuta Cade, Tessa e Joshua Joyce a nascondere il Seme a Galvatron e in seguito Optimus Prime a sconfiggere Lockdown.

### Darcy Tyril
Sophia Myles interpreta Darcy Tyril, una scienziata amica ed ex fidanzata di Joshua Joyce, nel quarto film.

### Joshua Joyce
Stanley Tucci interpreta Joshua Joyce nel quarto film. È un uomo d'affari cinico, avido, arrogante, ambizioso e paranoico, e proprietario della KSI (una compagnia che fabbrica droni riutilizzando il metallo dei Transformer morti). Harold Attinger gli consegna il Seme, una potente bomba in grado di trasformare la materia organica in metallo; durante la battaglia finale a Hong Kong dovrà proteggere tale bomba da Megatron, alias Galvatron, insieme con i suoi ex nemici Optimus Prime, Cade Yeager, Nicola Peltz e Shane Dyson, trovando finalmente un momento della redenzione e del pentimento per le sue assurde ambizioni dalle manipolazioni del malvagio agente della CIA, e quindi aiuta a Cade e la sua famiglia di trovargli una nuova casa.

### Su Yueming
Li Bingbing interpreta Su Yueming, la socia in affari cinese di Joshua Joyce nel quarto film.

### Lucas Flannery
T. J. Miller interpreta Lucas Flannery, il socio di lavoro di Cade nel quarto film. Scappando dalla CIA, viene ucciso da una granata del malvagio robot Lockdown.

### Viviane Wembly
Laura Haddock interpreta Viviane Wembly nel quinto film della serie originale. Plurilaureata professoressa di Oxford, scopre durante il suo incontro con Sir Edmond Burton di essere l'ultima discendente del mago Merlino; solo a lei sarà dunque concesso di brandire il bastone del mago, una leggendaria e immensa fonte di potere. Si reca insieme a Cade su Cybertron dove, afferrando il bastone di Merlino, interrompe il processo di rigenerazione del pianeta, che stava assorbendo l'energia vitale della Terra e avrebbe sterminato l'umanità.

### Izabella
Isabela Moner interpreta Izabella nel quinto film. Una ragazzina dal carattere maschiaccio rimasta orfana dei genitori, vive tra le macerie di Chicago insieme agli Autobot Sqweeks e Canopy. Viene in seguito ospitata da Cade nel suo sfasciacarrozze.

### Sir Edmond Burton
Anthony Hopkins interpreta Sir Edmond Burton nel quinto film. Conte di Folgan e ultimo membro vivente dell'ordine dei "Witwiccan" (una società segreta che nel tempo si è occupata di mantenere celata la storia dei Transformer sulla Terra), vive insieme al suo maggiordomo Cogman nel castello dei Folgan, in Inghilterra. Apprende da Simmons che Cybertron e la Terra collideranno a Stonehenge e vi si reca, ma viene ucciso dal diabolico Megatron.

### Santos
Santiago Cabrera interpreta Santos, capo di una squadra della TRF, la Forza di Reazione ai Transformer, nel quinto film.

### Jimmy
Jerrod Carmichael interpreta Jimmy, un ragazzo che vive e lavora insieme a Cade nel suo sfasciacarrozze, nel quinto film.

### Charlie Watson
Hailee Steinfeld interpreta Charlie Watson, la protagonista del primo film della serie prequel. È un'adolescente che trova e fa amicizia con Bumblebee.

### Memo
Jorge Lendeborg Jr. interpreta Guillermo Gutierrez, detto Memo. È un amico e vicino di casa di Charlie che prova dei sentimenti per lei nel primo film prequel.

### Noah Diaz
Anthony Ramos interpreta Noah Diaz, il protagonista del secondo film della serie prequel. È un ex soldato militare ed esperto di elettronica che vive con la sua famiglia a Brooklyn, cercando di sostenerli. Alla fine del film divenne un nuovo agente di un'organizzazione governativa segreta, nota come il G.I. Joe.

### Elena Wallace
Dominique Fishback interpreta Elena Wallace nel secondo film prequel. È una giovane e brillante ricercatrice di artefatti e stagista in un museo.

### Kris Diaz
Dean Scott Vazquez interpreta Kristopher Diaz, detto Kris, il fratello minore di Noah, nel secondo film prequel. È un ragazzino che soffre di anemia falciforme in cui le cellule bloccano il flusso sanguigno, e continua a chiamare affettuosamente Sonic davanti al fratello (nonché il nome del porcospino blu e protagonista della serie di videogiochi), mentre lui stesso si faceva chiamare Tails (nonché il nome della volpe gialla con due code e il migliore amico di Sonic, mentre in versione italiana era chiamato come Scheggia che ricorda solo nell'adattamento italiano delle prime due serie animate del 1993).

### Breanna Diaz
Lauren Vélez interpreta Breanna Diaz, la madre di Noah e di Kris, nel secondo film prequel.

### Reek
Tobe Nwigwe interpreta Reek nel secondo film prequel. È l'intimo amico di Noah che lo convince a partecipare ai furti d'auto.

### Agente Burke
Michael Kelly interpreta Burke nel secondo film prequel. È un misterioso agente segreto che recluta sotto copertura per il G.I. Joe.

### Amaru
Lucas Huarancca interpreta Amaru. È il discendente di un'antica tribù che ha aiutato Optimus Primal e i Maximal per centinaia di anni.

## Squadra NEST

### Generale Morshower
Glenn Morshower interpreta il Generale Morshower nel secondo, terzo e quinto film. Appare brevemente anche nel primo film durante l'attacco del Decepticon Blackout alla base militare in Qatar.

### William Lennox
Josh Duhamel interpreta William Lennox nel primo, secondo, terzo e quinto capitolo della saga. Nel primo film è un militare di grado capitano e ha una moglie e una figlia. Quando la base militare dove si trova viene attaccata da Blackout, scappa nel Deserto Arabico insieme a un gruppo di sopravvissuti imbattendosi nel Decepticon Scorpionok, messo in fuga con l'aiuto dell'aeronautica militare. Partecipa alla battaglia finale contro Megatron e i suoi Decepticon, che alla fine vengono sconfitti. Nel secondo film, promosso a maggiore, entra a far parte del NEST, una task force nata in collaborazione con gli Autobot allo scopo di combattere i Decepticon. Prende parte allo scontro con Megatron in Egitto, trionfando nuovamente. Nel terzo film viene promosso a colonnello e partecipa alla battaglia di Chicago contro i Decepticon, riuscendo nuovamente a sconfiggerli. Assente nel quarto film, ritorna nel quinto, dove fa parte della TRF e sbarca su Cybertron insieme agli Autobot per combattere Megatron e Quintessa.

### Robert Epps
Tyrese Gibson interpreta Robert Epps nella prima trilogia della saga. Nei primi due film fa parte del team di Lennox e combatte al suo fianco, mentre nel terzo lascia il NEST e gestisce l'astronave Autobot Xantium insieme ai Wreckers.

## Settore 7

### Seymour Simmons
John Turturro interpreta Seymour Simmons nel primo, secondo, terzo e quinto film della saga. Nel primo film è un arrogante agente del Settore 7, un'organizzazione governativa che si occupa di indagare sui Transformer. Nel secondo film il Settore 7 è stato sciolto e Simmons lavora in una macelleria insieme a sua madre. Nel terzo film è diventato ricco dopo aver scritto un libro (Nome in codice: eroe) sulle sue battaglie contro gli alieni; in questa pellicola aiuta Sam Witwicky nelle sue indagini per scoprire i piani dei Decepticon e si scopre che ha avuto una relazione con Charlotte Mearing, il direttore dell'Intelligence Nazionale. Assente nel quarto film, ritorna nel quinto, dove vive a Cuba e rivela a Sir Edmond Burton che Cybertron e la Terra sono destinati a scontrarsi.

### Tom Banachek
Michael O'Neill interpreta Tom Banachek nel primo film. Capo della divisione Ricerche Avanzate del Settore 7, incontra il segretario della difesa Keller e gli rivela l'esistenza dei Transformer.

## Autobot

### Dinastia dei Prime

#### Optimus Prime
Doppiato da Peter Cullen in lingua originale e da Alessandro Rossi in lingua italiana, è il protagonista alieno della serie e compare in tutti i film. Leader degli Autobot, si trasforma in un Peterbilt 379 rosso e blu (i colori della serie G1) nei primi tre film; nel terzo possiede anche un rimorchio che funge da deposito di armi e da sistema di volo. Nel quarto film si trasforma inizialmente in un vecchio Freightliner LLC, per poi assimilare un più moderno Western Star 4900. Arriva sulla Terra nella prima pellicola, dove incontra Sam Witwicky e con il suo aiuto sconfigge il perfido leader dei Decepticon Megatron. Nel secondo film viene ucciso dallo stesso Megatron, ma viene riportato in vita da Sam con la Matrice del Comando; in seguito, affronta e uccide The Fallen. Nel terzo film riporta in vita Sentinel Prime con l'ausilio della Matrice del comando, ma l'ex leader degli Autobot tradisce la sua fazione e si allea con Megatron. Optimus combatte contro Sentinel Prime e Megatron durante la battaglia finale a Chicago, riuscendo a sconfiggerli entrambi. Nel quarto film, in seguito alla battaglia di Chicago i Transformer non sono più i benvenuti sulla Terra e la CIA inizia a dare la caccia agli Autobot: Optimus trova rifugio nel capannone di Cade Yeager e si scontra con Lockdown, cacciatore di taglie con il quale gli umani hanno stretto un'alleanza, riuscendo a ucciderlo. Nel quinto film va alla ricerca dei suoi Creatori e incontra Quintessa su Cybertron. Quintessa utilizza i suoi poteri per assoggettare Optimus al suo volere e gli comanda di recuperare il bastone di Merlino, un'immensa fonte di potere con il quale intende ricostruire Cybertron ai danni della Terra. Scontrandosi con l'Autobot Bumblebee, ritorna in sé riconoscendo la voce dell'amico e fa ritorno su Cybertron, dove sconfigge Quintessa.
Appare brevemente nel suo aspetto originale, nel film prequel/spin-off Bumblebee del 2018, diretto da Travis Knight, durante la battaglia iniziale su Cybertron, dove sopraffatto dalle preponderanti forze nemiche Decepticon comandate da Shockwave e Soundwave, decide di evacuare il pianeta spedendo in avanscoperta l'Autobot B-127 (Bumblebee) e gli altri compagni Autobot mediante capsule di salvataggio. Riappare ancora alla fine del film, come camion Freightliner, mentre percorre il Golden Gate Bridge di San Francisco affiancato da Bumblebee in versione Chevrolet Camaro, per poi ritrovarsi nuovamente con quest'ultimo in una foresta, dove lo fa partecipe dell'intenzione di fondare un loro avamposto sulla Terra, mentre sopraggiungono altri sette Autobot.
Optimus Prime è nuovamente presente anche nel successivo film Transformers - Il risveglio del 2023, diretto da Steven Caple Jr., nel quale guida come sempre il gruppo di Autobot che nel 1994 tra New York e il Perù entrano in contatto e poi collaborano con i Maximal, con l'obiettivo comune di recuperare la Chiave di Transcurvatura, la quale potrebbe permettere loro di tornare su Cybertron e, con l'imperativo di fermare il dio della distruzione Unicron, il suo emissario Scourge e i loro seguaci Terrorcon e Predacon. Nello scontro finale sconfigge ed uccide Scourge, poi dopo aver ordinato ai suoi compagni di arretrare, decide di sacrificarsi facendo crollare il portale dimensionale per impedire l'arrivo di Unicron ma, viene salvato da Optimus Primal e Noah Diaz poco prima di venire risucchiato dall’implosione. Intuendo che il demone robot potrebbe ritornare in futuro, si promette, assieme a tutti gli Autobot e i Maximal, di rimanere vigile e pronto all'eventualità.

#### Sette Prime
La dinastia dei sette Prime è composta dai leader originali della razza cybertroniana, che esplorarono l'universo in cerca di Energon, l'energia vitale dei Transformer. Per ottenere l'Energon dalle stelle ove era contenuto era necessario attivare una speciale macchina da loro costruita. I Prime si erano imposti di non privare un pianeta dove vi fosse vita del suo sole, ma uno di loro, Megatronus Prime, volle sfidare questa regola e da quel momento fu conosciuto con il nome di The Fallen. Il Caduto, primo Decepticon in assoluto, disprezzava la razza umana e voleva sterminarla distruggendo il Sole, ma i suoi fratelli, gli altri Prime, sacrificarono la loro vita per nascondere a lui la Matrice del comando, ovvero la chiave per attivare la macchina. The Fallen rimase nascosto per millenni su una luna di Saturno a bordo della sua astronave, la "Nemesis". Durante questo periodo istruì Megatron affinché guidasse in sua vece i Decepticon e, dopo la morte di Optimus Prime, l'ultimo Prime ancora in vita oltre a lui, torna sulla Terra per attivare la macchina e distruggere il Sole. Tuttavia, Optimus torna in vita grazie al potere della Matrice del comando e affronta The Fallen, uccidendolo.

### Bumblebee
Doppiato in lingua inglese da Mark Ryan nel primo film e da Erik Aadahl nel quinto, viene doppiato in lingua italiana da Saverio Indrio. È uno dei migliori amici di Optimus Prime ed è l'Autobot guardiano di Sam Witwicky, che lo acquista inconsapevolmente nel primo film. Nel corso della saga si trasforma in diversi modelli di Chevrolet Camaro sempre di colore giallo e nero: nel primo film è inizialmente una Camaro del 1976, per poi assimilare una Camaro del 2007. Nel terzo film si trasforma in una Camaro del 2011, mentre nel quarto è inizialmente una Camaro del 1967, per poi assimilare durante la pellicola una Camaro Concept del 2014. Nel quinto film si presenta con le sembianze di una Camaro del 2016. È senza voce sin dal 1987 in quanto i suoi processori vocali sono stati danneggiati in battaglia; per comunicare utilizza la sua radio, riproducendo le frasi più simili a quello che vorrebbe dire scegliendole tra le emittenti radiofoniche terrestri che riceve. Come armi da fuoco dispone di lanciarazzi incorporati nella schiena e di un cannone al plasma nel braccio destro, ma è anche molto abile nel combattimento corpo a corpo. Nel quarto film possiede dei dischi rotanti sulla schiena, un cannone con tenaglia sopra al braccio destro e due lanciamissili incorporati sugli avambracci. In battaglia utilizza sempre il suo visore, che gli protegge il volto. Nel primo film viene catturato dal Settore 7, ma liberato su richiesta di Sam; partecipa alla battaglia finale contro i Decepticon, venendo gravemente ferito alle gambe. Nel secondo film accompagna Sam in Egitto e prende anch'egli parte alla battaglia finale. Nel terzo film combatte nella battaglia di Chicago e distrugge il pilastro di controllo del ponte spaziale di Sentinel Prime. Nel quarto film combatte a Hong Kong contro l'esercito di Galvatron e aiuta Optimus Prime a sconfiggere Lockdown. Nel quinto film, combattendo contro Optimus Prime, riacquista la voce e fa tornare in sé il leader degli Autobot, per poi recarsi su Cybertron insieme agli Autobot e sconfiggere Quintessa.
Nell'omonimo film prequel viene raccontata la storia del piccolo autobot prima degli eventi del primo film. La guerra su Cyberton imperversa da generazioni e sembra ormai che gli Autobot siano destinati alla sconfitta. Bumblebee, un fidato ricognitore, viene inviato da Optimus Prime, leader degli Autobot, sul pianeta Terra per installare una base segreta. Purtroppo però il Transformer viene intercettato da Blitzwing, un Decepticon inviato da Shockwave per scovare il fuggitivo. Dopo un violento scontro, Bumblebee riuscirà a sconfiggere Blitzwing, ma ne uscirà privo della sua scatola vocale e dei suoi ricordi. Spaventato e ferito assumerà la forma di un Volkswagen Maggiolino e si nasconderà in un deposito di auto usate, dove verrà comprato da Charlie Waston, una ragazza dolce in cerca del suo posto nel mondo.
Bumblebee è nuovamente presente anche nel successivo film Transformers - Il risveglio, diretto da Steven Caple Jr., nel quale fa parte del gruppo di Autobot guidati da Optimus Prime, che nel 1994 tra New York e il Perù entrano in contatto e poi collaborano con i Maximal, con l'obiettivo comune di recuperare e riattivare la Chiave di Transcurvatura in grado forse di riportali a casa su Cybertron e, di fermare il dio della distruzione Unicron, il suo malvagio scagnozzo Scourge e i loro emissari Terrorcon e Predacon. Negli scontri a New York viene eliminato da Scourge ma, Mirage decide di portarsi dietro il suo corpo senza vita. Una volta giunti in Perù, quando l'energia rilasciata dalla Chiave attiva un giacimento di Energon, Bumblebee viene investito da tale impulso, ritornando incredibilmente in vita, per poi lanciarsi immediatamente nella battaglia finale, appena in tempo per aiutare Wheeljack, in quel momento sopraffatto dalle forze nemiche; il suo intervento risulta così determinante per l'ultimo esito a favore degli Autobot e dei Maximal.

### Jazz
Doppiato da Darius McCrary in lingua originale e da Paolo Marchese in italiano, è il luogotenente di Optimus Prime. Si trasforma in una Pontiac Solstice grigia ed è solito parlare utilizzando un linguaggio da strada. Molto agile e di dimensioni più piccole rispetto agli altri Autobot, è dotato di un visore termico molto simile a quello visto nella serie G1 e di alcuni magneti nelle mani; possiede inoltre uno scudo/pistola che utilizza anche nel combattimento corpo a corpo. È presente nel primo film, dove prende parte alla battaglia finale contro i Decepticon ma viene ucciso spezzato in due da Megatron.

### Ironhide
Doppiato da Jess Harnell in lingua originale e da Roberto Pedicini in lingua italiana, è lo specialista in armi degli Autobot nei primi tre film. Si trasforma in un GMC Topkick C4500 pickup nero e diventa il secondo in comando dopo la morte di Jazz nel primo film. Dispone di due potenti cannoni posti sulle sue braccia e non perde occasione di mostrarli; nella battaglia in Egitto del secondo film perde i due cannoni, ma nella terza pellicola riceve dal compagno Que (Wheeljack) due nuove mitragliatrici di sua invenzione, soprannominate Heavy Iron e Heavy Iron 2.0. Nel primo film combatte insieme agli altri Autobot contro Megatron e i suoi Decepticon; nel secondo prende parte alla battaglia finale in Egitto. Nel terzo film viene ucciso a tradimento da Sentinel Prime e, colpito da munizioni corrosive, muore sgretolandosi. Ironhide fa una comparsa nello spin-off Bumblebee, durante la scena iniziale della battaglia su Cyberton dal quale fuggirà insieme ai pochi autobot rimasti sul pianeta.

### Ratchet
Doppiato da Robert Foxworth in lingua originale e da Angelo Nicotra in lingua italiana, è l'ufficiale medico degli Autobot. Presente nel primo, secondo, terzo e quarto film, si trasforma in un'ambulanza Hummer H2 di color verde chiaro. Grande amico di Optimus Prime, ha un olfatto stupefacente; come armi ha a disposizione delle pistole mitragliatrici poste sulle braccia e una sega circolare sul braccio sinistro. Nel primo film partecipa alla battaglia finale contro Megatron mentre nel secondo si reca anch'egli in Egitto per combattere i Decepticon; nel terzo film prende parte alla battaglia di Chicago, mentre nel quarto viene braccato dagli umani e ucciso con l'aiuto di Lockdown. Cade Yeager trova la sua testa in un laboratorio della KSI. Ricompare anch'egli nello spin-off Bumblebee, in prima linea durante la battaglia su Cybertron.

### Sideswipe
Doppiato in lingua inglese da André Sogliuzzo nel secondo film e da James Remar nel terzo, viene doppiato in lingua italiana da Claudio Fattoretto. Nella seconda pellicola si trasforma in una Chevrolet Corvette Stingray Concept grigia ed è l'unico Autobot che in modalità robot ha le ruote al posto dei piedi, risultando perciò il più veloce del gruppo. In questo film fa anch'egli parte del NEST e partecipa alla battaglia finale in Egitto, mentre nel terzo film si trasforma in una Chevrolet Corvette Stingray Convertible Concept e prende parte alla battaglia di Chicago. Nel quarto film appare in alcune carte in possesso di Harold Attinger: la sua foto è segnata con una croce rossa e ciò può suggerire che sia stato ucciso dalla CIA.

### Skids e Mudflap
Doppiati rispettivamente da Tom Kenny e Reno Wilson in lingua inglese e da Vladimiro Conti e Davide Lepore in italiano, sono due Autobot fratelli gemelli presenti nel secondo film. Inizialmente si combinano in un furgoncino dei gelati rosa e bianco; in seguito Skids assimila una Chevrolet Beat verde e Mudflap assimila una Chevrolet Trax arancione. Accompagnano Sam in Egitto e si scontrano con Devastator durante la battaglia finale. Era prevista una loro comparsa anche nel terzo film, ma i due personaggi sono stati eliminati a seguito delle critiche ricevute, compaiono nell'adattamento a fumetto del terzo film dove entrambi vengono uccisi insieme ad Ironhide da Sentinel Prime.

### Jetfire
Vecchio Decepticon passato dalla parte degli Autobot, viene doppiato da Mark Ryan in lingua inglese e da Franco Zucca in italiano. Si trasforma in un Lockheed SR-71 Blackbird e possiede vaste conoscenze, ma a causa dell'età avanzata i suoi discorsi sono confusionari e il suo corpo perde pezzi. Presente nel secondo film, viene trovato in un museo da Sam Witwicky e aiuta il ragazzo a trovare la Matrice del comando; in seguito partecipa alla battaglia finale in Egitto, dove viene ferito a morte da Scorpionok. Si sacrifica strappandosi la scintilla dal petto per permettere a Optimus Prime di assemblare i suoi pezzi e affrontare il malvagio The Fallen.

### Arcee
Doppiata da Grey DeLisle in inglese e da Veronica Puccio in italiano, appare nel secondo film e si trasforma in una Ducati 848 rosa. Ha due sorelle:
- Chromia, che si trasforma in una Suzuki B-King blu;
- Elita One, che si trasforma in una MV Agusta F4 viola.

In modalità robot le tre possono unirsi per formare una sola identità, ma questa trasformazione non viene mostrata nel film. Nella seconda pellicola della serie prendono parte alla battaglia finale in Egitto, dove Arcee ed Elita One vengono uccise e solo Chromia sopravvive. Nel prequel Bumblebee è l'unica soldatessa e tiratrice scelta della squadra di Autobot rimasti su Cyberton. Incaricata da Optimus Prime di cercare altri autobot dispersi nella galassia, lascerà il pianeta insieme ai suoi compagni, imbarcandosi in una capsula di salvataggio.

### Jolt
Personaggio secondario del secondo film, non ha un doppiatore e si trasforma in una Chevrolet Volt blu. Durante la battaglia in Egitto unisce i pezzi di Jetfire a Optimus Prime, permettendogli di affrontare e sconfiggere The Fallen.

### Wheelie
Doppiato in lingua originale da Tom Kenny, viene doppiato in italiano da Luca Dal Fabbro nel secondo e terzo film e da Oreste Baldini nel quinto. È un Minicon (un Transformer di piccola taglia) e si trasforma in un piccolo monster truck radiocomandato. Nel secondo capitolo della saga è inizialmente un Decepticon che, dopo aver incontrato Mikaela, la fidanzata di Sam, passa dalla parte degli Autobot. Nel terzo film vive in casa di Sam e partecipa alla battaglia di Chicago, durante la quale sabota un'astronave Decepticon insieme a Brains. Assente nel quarto film, ritorna nel quinto, dove vive nello sfasciacarrozze di Cade Yeager.

### Brains
Doppiato in lingua inglese da Reno Wilson e in lingua italiana da Simone Mori, è anch'egli un Minicon e si trasforma in un computer netbook Lenovo. Appare nel terzo film, dove insieme a Wheelie sabota una astronave Decepticon durante la battaglia finale. È presente anche nel quarto capitolo della saga, dove gli manca la gamba destra, che usa come bastone; catturato dagli umani, è incaricato di decifrare le informazioni delle teste dei Transformer morti, che la KSI vuole riutilizzare per programmare nuovi droni da combattimento. Liberato durante un assalto degli Autobot alla sede della KSI, rivela i piani di Megatron, reincarnatosi in Galvatron, per poi fuggire per conto suo.

### Mirage
Compare con il nome Dino nel terzo film della serie, dove si trasforma in una Ferrari 458 Italia rossa e viene doppiato dall'attore italo-americano Francesco Quinn, scomparso poco dopo l'uscita del terzo film, motivo per cui la sua parlata è caratterizzata da un notevole accento italiano. Il suo nome doveva essere Mirage, ma per volere dell'azienda automobilistica Ferrari è stato appunto cambiato in Dino, in omaggio a Dino Ferrari. Possiede dispositivi di occultamento che gli permettono di diventare invisibile, in maniera simile al cartone animato; per il suo aspetto e il suo stile di combattimento ricorda un ninja. In questo terzo film è partecipe alle azioni assieme ai suoi compagni Autobot, dove prende parte alla battaglia finale di Chicago, sopravvivendo.
Inoltre, appare brevemente all'inizio del primo film prequel con aspetto identico a quello della serie animata, durante la battaglia iniziale su Cybertron, dove è costretto ad abbandonare il pianeta assieme ai suoi compagni.
Mirage compare ancora nel secondo film prequel, dove fa parte del gruppo di Autobot al comando di Optimus Prime rimasti nascosti sotto forma di veicoli. Viene doppiato nella versione originale in inglese da Pete Davidson e in quella in italiano da Stefano Crescentini. Nel 1994 a Brooklyn, quartiere di New York, si nasconde assumendo le sembianze di una costosa e rara Porsche 911 Carrera RS 3.8 (Porsche 964) grigio metallizzata con fascia longitudinale blu, fino a quando l’ex esperto di elettronica militare Noah Diaz, alla disperata ricerca di denaro per curare il fratello gravemente malato, tenta di rubarlo (ignorando che sia un Autobot). Tra i due nasce un rapporto dapprima di collaborazione e poi di profonda amicizia. In seguito Mirage si reca assieme agli altri Autobot a Machu Picchu in Perù per collaborare con i Maximal per recuperare la Chiave di Transcurvatura e fermare il dio della distruzione Unicron, il suo secondo Scourge, e i loro seguaci Terrorcon e Predacon. Nella battaglia finale rimane gravemente danneggiato da Scourge ma, riesce a modificare se stesso in un esoscheletro per Noah tramite il quale i due possono continuare a combattere insieme. Dopo la vittoria e il loro ritorno a New York, al termine del film Mirage viene poi abilmente riparato e modificato da Noah. Mirage viene nominato da Kris come Knuckles (il nome dell'echidna rosso e amico-rivale di Sonic), così da poter creare tra l'Autobot e i due fratelli umani un senso di appartenenza a una squadra (essi infatti ricordano un po' il Team Sonic).

### Wheeljack
Doppiato da George Coe in lingua originale e da Giorgio Lopez in lingua italiana, appare con il nome Que nel terzo film Transformers 3 - Il buio della Luna del 2011, dove si trasforma in una Mercedes-Benz E550 blu. Il suo nome doveva essere Wheeljack, personaggio apparso anche nella serie animata Transformers (G1), ma fu in seguito cambiato. Nel film il suo volto assomiglia molto a quello di Albert Einstein ed è un inventore di armi, infatti dota Ironhide di due mitragliatrici di sua creazione e durante la battaglia finale fornisce agli umani alcuni prototipi di arma che Sam Witwicky utilizza per uccidere Starscream. Nella battaglia di Chicago, dopo essere stato catturato da un gruppo di Decepticon capeggiati da Soundwave, viene brutalmente giustiziato da Barricade.
Wheeljack compare inoltre, nel suo aspetto originale, nel film prequel/spin-off Bumblebee, durante la battaglia iniziale su Cybertron, dove è costretto ad abbandonare il pianeta assieme ai suoi compagni mediante capsule di salvataggio.
Un'altra versione del personaggio torna ancora nel film Transformers - Il risveglio del 2023, nel quale è un robot dislocato a Machu Picchu in Perù, che accoglie e assiste il gruppo di Autobot giunti lì nel tentativo di recuperare la seconda metà della Chiave di Transcurvatura dei Maximal, conducendoli in una vecchia chiesa. Brillante scienziato e abile meccanico, si trasforma in un minivan o pulmino Volkswagen Transporter Tipo 2 bicolore bianco beige e marrone caramello. Avendo passato parecchio tempo in Sudamerica ha sviluppato un marcato accento spagnolo, anche se non lo parla affatto. Viene doppiato nella versione originale in inglese da Cristo Fernández, mentre in quella in italiano da Renato Novara. Guida e aiuta i nuovi amici umani Noah Diaz ed Elena Wallace nella loro ricerca, difendendoli dagli attacchi dei Terrorcon e, in seguito, accompagna il gruppo unito degli Autobot e dei Maximal al villaggio della tribù alla quale in passato era stato appunto affidato il congegno. Combatte nello scontro finale assieme ad Optimus Prime e agli altri Autobot contro Scourge, i Predacon e i Terrorcon, dove dapprima si ritrova in difficoltà, venendo anche colpito e danneggiato al basso addome, ma poi si riprende quando sopraggiunge in suo aiuto Bumblebee appena resuscitato. Quando Optimus decide di far crollare il portale di transcurvatura per evitare l’arrivo di Unicron sulla Terra, ubbidisce al suo ordine di ritirarsi per evitare l’imminente esplosione. Alla fine, dopo aver ottenuto il successo, si ripromette, assieme ai suoi compagni Autobot e Maximal, di rimanere vigile e preparato nel caso Unicron dovesse tornare in futuro.

### Wreckers
Sono un trio di Autobot apparso per la prima volta nel terzo film e composto da:
- Leadfoot, doppiato in lingua originale da John Di Maggio, che si trasforma in una Chevrolet Impala NASCAR 42 rossa;
- Topspin, doppiato in lingua originale da Steven Barr, che si trasforma in una Chevrolet Impala NASCAR 48 blu;
- Roadbuster, doppiato in lingua originale da Ron Bottitta, che si trasforma in una Chevrolet Impala NASCAR 88 verde.

Si presentano sotto forma di auto da corsa NASCAR modificate e con armi incorporate. Sono ottimi ingegneri, ma a causa del loro carattere brusco e manesco sono confinati dagli umani in uno spazioporto. Appaiono nel terzo film, dove insieme a Epps gestiscono l'astronave Autobot Xantium. Leadfoot appare anche nel quarto film, dove viene brutalmente ucciso dagli umani. Roadbuster e Topspin, che sembra possedere la testa di Leadfoot, appaiono nel quinto film a Cuba insieme a Simmons.

### Hound
Doppiato in lingua inglese da John Goodman e in lingua italiana da Francesco Pannofino, appare nel quarto e quinto film. È grasso, fuma il sigaro, ha una folta barba di cavi elettrici e parla in modo rozzo come un classico soldato di trincea. Esperto in armi, è letteralmente "armato fino ai denti": il suo arsenale comprende una tripla mitragliatrice Gatling, mitragliatrici più piccole, fucili a pompa, pistole e granate. Il suo design è ispirato a Bulkhead, un personaggio presente in Transformers: Prime. Nel quarto film si trasforma in un veicolo tattico di difesa della Oshkosh e prende parte alla battaglia finale a Hong Kong contro l'esercito di Galvatron. Nel quinto film si trasforma in un veicolo militare Mercedes-Benz e si reca su Cybertron insieme agli altri Autobot, dove combatte contro Megatron.

### Drift
Doppiato da Ken Watanabe in lingua originale e da Andrea Lavagnino in italiano, appare nel quarto e quinto capitolo della saga. Ha l'aspetto e i modi di fare di un samurai e non possiede armi da fuoco: in battaglia combatte utilizzando due katane che tiene sulla schiena. Nel quarto film è in grado di trasformarsi sia in una Bugatti Veyron Grand Sport Vitiesse, sia in un elicottero Sikorsky S-97, entrambi di colore blu e nero; in questa pellicola prende parte alla battaglia finale a Hong Kong contro Galvatron. Nel quinto film si trasforma in una Mercedes-Benz AMG GT del 2017 nera e rosso-arancione e si reca su Cybertron insieme agli Autobot per sconfiggere Quintessa.

### Crosshairs
Doppiato da John Di Maggio in lingua originale e da Massimo Rossi in lingua italiana, appare nel quarto e quinto film. Si trasforma in una Chevrolet Corvette C7 Stingray del 2014 verde con dettagli neri; in modalità robot indossa degli occhiali da aviatore e sui fianchi ha due lunghe fasce di metallo pieghevole, vagamente riconducibili all'impermeabile di pelle indossato dai personaggi del film Matrix. Ottimo sabotatore ed esperto pilota di navette cybertroniane, è anche abile nello sparare con le sue due pistole mitragliatrici. Rispetto agli altri Autobot la sua lealtà verso Optimus Prime è minore, così come il suo interesse per il gioco di squadra e la salvezza del genere umano. Nel quarto film sabota l'astronave di Lockdown e in seguito partecipa alla battaglia di Hong Kong. Nel quinto film si reca anch'egli su Cybertron per combattere Quintessa.

### Hot Rod
Doppiato da Omar Sy in lingua originale e da Pasquale Anselmo in lingua italiana, appare nel quinto film ed è l'Autobot guardiano di Viviane Wembly. Si trasforma inizialmente in una Citroën DS nera del 1967, per poi assimilare durante il film una Lamborghini Centenario grigia con dettagli arancioni del 2016. La sua parlata è caratterizzata da un forte accento francese, che lo stesso Hot Rod dice di detestare. Nel film si reca insieme agli altri Autobot su Cybertron per combattere Quintessa e Megatron.

### Cogman
Doppiato da Jim Carter in lingua originale e da Paolo Marchese in italiano, è presente nel quinto film ed è il primo Headmaster ad apparire nella serie. Gli Headmaster sono Transformer che possono trasformarsi in una testa e attaccarsi ad un corpo per formare un robot più grande, ma nel film Cogman non usa questa abilità. È il maggiordomo di Sir Edmond Burton e vive insieme a lui nel castello dei Folgan. Ha dimensioni umane, ma nonostante ciò possiede una grande forza, tanto da riuscire a piegare il dito di Crosshairs. Ha i modi di fare di un vero maggiordomo sebbene a volte sembri avere comportamenti da sociopatico.

### Sqweeks
Doppiato da Reno Wilson, è un Transformer di piccole dimensioni che appare nel quinto film. Si trasforma in una Piaggio Vespa celeste, ma è molto danneggiato e non riesce a trasformarsi né a dire niente tranne "chiwawa". Molto legato a Izabella, la accompagna ovunque vada e la segue su Cybertron, dove prende parte alla battaglia finale.

### Canopy
Doppiato da Frank Welker, appare nel quinto film e si trasforma in un Caterpillar 773B giallo. È molto simile a Long Haul (probabilmente era un ex Construction). Grande amico di Izabella, vive insieme a lei e a Sqweeks tra le macerie di Chicago; viene ucciso all'inizio del film da un missile lanciato dalla TRF.

### Daytrader
Doppiato in lingua originale da Steve Buscemi e in italiano da Luigi Ferraro, appare nel quinto film, dove si trasforma in un vecchio camion Mercedes-Benz con attaccati diversi rottami. Descritto da Hound come "irritante e fastidioso", consegna agli Autobot oggetti di vario tipo come un nuovo processore vocale per Bumblebee, la testa di Starscream e l'astronave di Lockdown.

### Bulldog
Doppiato in lingua originale da Mark Ryan, appare in una scena del quinto film. È una guardia di Sir Edmond Burton e si trasforma in un carro armato Mark IV inglese dell'epoca della prima guerra mondiale. Molto in là con l'età, perde pezzi e spara a chiunque gli capiti a tiro, poiché è ancora convinto di trovarsi nel periodo della Grande Guerra.

### Cliffjumper
Doppiato da Andrew Morgado in lingua originale e da Daniele Di Matteo in lingua italiana; compare nel primo film reboot ed è il primo luogotenente di Optimus. Viene brutalmente ucciso da Shatter e Dropkick poiché si rifiuta di rivelare dove è nascosto Optimus Prime.

### Brawn
Doppiato da Kirk Baily. Nel film spin-off/prequel, diverse migliaia di anni fa, era tra gli Autobot che combattevano contro un'ondata di forze Decepticon guidate da Shockwave e Soundwave. Dopo aver avvertito i suoi alleati dei cecchini nemici, fu colpito alla spalla. Nonostante questa ferita, sopravvisse e alla fine gli fu ordinato di ritirarsi da Optimus Prime. Incaricato di trovare altri Autobot sparsi per la galassia e d'incontrarsi sulla Terra, è riuscito a lasciare Cybertron in una capsula di salvataggio. Sebbene piccolo, era molto forte e resistente.

### Stratosphere
Stratosphere è doppiato in lingua originale da John DiMaggio e in italiano da Frank Matano nel film Transformers - Il risveglio, dove si trasforma in un aereo cargo Fairchild C-119 Flying Boxcar e permette agli Autobot di raggiungere celermente il Perù.

### Altri Autobot
Nel primo film, in un flashback di Optimus Prime ambientato su Cybertron vengono mostrati alcuni Autobot morti appesi su una costruzione cybertroniana, vittime del leader dei Decepticon Megatron. In seguito un Autobot viene ucciso con una lancia, sempre da Megatron.
Nel terzo film era stata annunciata la presenza di Silverbot, che doveva essere doppiato in inglese da James Avery, ma l'Autobot non appare nel film. Nei concept art della stessa pellicola è presente anche Ultra Magnus, però Bay decise di usare il nome per riferirsi al personaggio di Sentinel Prime durante le riprese dal vivo, allo scopo di nascondere il più a lungo possibile i particolari della trama. All'inizio del film, in un flashback ambientato su Cybertron sono presenti alcuni soldati Autobot intenti a combattere i Decepticon; altri Autobot protoforma cercano di scappare a bordo dell'Arca, ma vengono tutti uccisi da un attacco dei Decepticon. I loro corpi senza vita vengono trovati da Optimus Prime e Ratchet sulla Luna.
Nel quinto film, presso lo sfasciacarrozze di Cade è presente un Autobot di nome Trench, che appare per pochi secondi e si trasforma in un escavatore Caterpillar giallo. Presso il castello di Sir Edmond Burton compaiono inoltre diversi Autobot che si trasformano in vecchi veicoli militari. In alcuni concept art del film è presente una versione cinematografica di Optimus Primal.
Nei videogiochi usciti in concomitanza con la serie cinematografica appaiono diversi personaggi che non sono riusciti a trovare spazio nei film, come Breakaway, Silverbolt, Air Raid e Warpath.

## Maximal

### Optimus Primal
Doppiato da Ron Perlman in lingua originale e da Riccardo Lombardo in italiano, appare per la prima volta nel secondo film della serie prequel, è il leader dei Maximal che si trasforma in un gorilla di pianura occidentale, ed è il discendente di Optimus Prime. In modalità robot, brandisce due spade a scimitarra che possono fondersi in una spada a doppia lama. Primal viene ironicamente chiamato da Mirage come Donkey Kong (nonché il nome del protagonista dell'omonima serie di videogiochi), durante l'inaspettato e inconsapevole incontro tra gli Autobot e i Maximal. In questa versione del personaggio funge anche da mentore di Prime che insegna alcune cose sulla natura umana mentre gli spiega che c'è molto più di quel che vede (stessa citazione più famosa dei personaggi della saga).

### Cheetor
Doppiato da Tongayi Chirisa in lingua originale e da Riccardo D'Aquino in italiano, appare per la prima volta nel secondo film prequel, è uno scout Maximal che si trasforma in un ghepardo. Nella sua modalità robot, brandisce una lancia che può dividersi in due.

### Rhinox
Rhinox è apparso per la prima volta nel secondo film prequel, è un soldato Maximal che si trasforma in un rinoceronte bianco. Nella sua modalità robotica, brandisce un martello da guerra.

### Airazor
Doppiata da Michelle Yeoh in lingua originale e da Laura Romano in italiano, appare per la prima volta nel secondo film prequel, è una guerriera Maximal che si trasforma in un falco pellegrino. Ha guidato gli Autobot e i loro alleati umani dai suoi compagni Maximal. Viene fatta impazzire da Scourge con l'Energon Oscuro di Unicron prima di dire a Optimus Primal di porre fine alla sua miseria.

### Apelinq
Doppiato da David Sobolov in lingua originale e da Dario Oppido in italiano, appare unicamente nel secondo film prequel, nel quale è l'ex leader dei Maximal che si trasforma in un gorilla di montagna. Ha un aspetto simile a Optimus Primal ma, con differenze; ha una diversa combinazione di colori che coinvolge bronzo e argento, possiede zanne più grandi sulla mandibola superiore e una spalla sinistra sembra essere asimmetrica rispetto a quella destra (essendo leggermente più voluminosa), inoltre brandisce lame d'ascia retrattili sugli avambracci. Apelinq si sacrifica all'inizio del film, per permettere ai suoi compagni di mettersi in salvo e portare con loro la Chiave di Transcurvatura, trattenendo il più possibile Scourge, capo dei Terrorcon e malvagio seguace di Unicron. Dopo una breve colluttazione, Apelinq ha la peggio e viene ferito a morte dal nemico che lo finisce prima di prendere le sue insegne Maximal come trofeo ma, si accorge che è troppo tardi per impedire a Optimus Primal e al resto dei Maximal di fuggire dal pianeta con il congegno prima dell'arrivo dell'oscuro dio della distruzione in procinto di divorare il loro pianeta natale.

## Dinobot/Cavalieri Leggendari
Sono un gruppo di enormi Transformer che possono assumere le sembianze di dinosauri. Il gruppo è composto da:
- Grimlock, leader dei Dinobot, che si trasforma in un Tirannosauro;
- Strafe, che si trasforma in uno Pteranodonte a due teste;
- Slug, che si trasforma in un Triceratopo;
- Scorn, che si trasforma in uno Spinosauro.

I Cavalieri Leggendari, tra i quali figurava anche Optimus Prime, erano in origine guerrieri cybertroniani incaricati di esplorare l'universo. Successivamente Lockdown riuscì ad impadronirsi della loro astronave, la Knights' Temenos, trasformandola nella sua prigione personale, segregandovi gli stessi al suo interno.
Nel quarto film Optimus Prime libera i Dinobot, che erano rinchiusi nell'astronave/prigione Knight's Temeros sottratta ad essi da Lockdown e, dopo averli affrontati, riesce a portarli dalla sua parte; con il loro aiuto gli Autobot riescono a sconfiggere l'esercito di Galvatron nella battaglia di Hong Kong. Dopo aver ucciso Lockdown, Optimus lascia in libertà i Dinobot. Grimlock e Slug appaiono anche nel quinto film, dove vivono nello sfasciacarrozze di Cade.

### Mini Dinobot
Nel quinto film appaiono tre cuccioli di Dinobot: Sharp-T, Pterry e Top. Sono tre Minicon con sembianze di dinosauri molto simili a Grimlock, Strafe e Slug; vivono insieme a Cade, che cerca di addestrarli.

## Cavalieri Guardiani di Iacon
Sono un gruppo di dodici possenti guerrieri di Iacon giunti sulla Terra molti secoli fa e composto da:
- Stormreign, leader dei Cavalieri Guardiani;
- Draconicus;
- Steelbane;
- Skullitron;
- Altri 8 cavalieri senza nome.

I Cavalieri di Iacon possono combinarsi in un enorme drago volante a tre teste di nome Dragonstorm. Il loro design è ispirato ai cavalieri medioevali ed è notevolmente più antico rispetto a quello degli altri Autobot. Incaricati di proteggere il bastone di Merlino, un'immensa fonte di potere, si ribellarono alla grande ingannatrice Quintessa e le rubarono il bastone, per poi fuggire per l'universo e giungere sulla Terra. Qui, nel 484 d.C. consegnarono il bastone al mago Merlino e aiutarono i Cavalieri della Tavola Rotonda a respingere i sassoni. Appaiono nel quinto film della saga, dove Cade Yeager e Viviane Wembly trovano la loro astronave con al suo interno il bastone di Merlino. Aiutano Optimus Prime e gli Autobot a sconfiggere Quintessa e Megatron nella battaglia finale.

## Antagonisti

### Decepticon

#### Megatron/Galvatron
Leader dei Decepticon e arcinemico di Optimus Prime, viene doppiato in lingua originale da Hugo Weaving nei primi tre film e da Frank Welker nel quarto e quinto film; in italiano viene doppiato da Luca Biagini nel primo, secondo, terzo e quinto film e da Mario Bombardieri nel quarto capitolo della serie. Il personaggio è l'antagonista principale del primo film della serie originale, e si trasforma in un'astronave cybertroniana, nel secondo può trasformarsi in un carro armato e in un'astronave aliena; nel terzo film si trasforma invece in un camion Mack vecchio e arrugginito. Nel quarto film si trasforma in un camion Freightliner Argosy grigio e nero, mentre nel quinto si trasforma nuovamente in un'astronave cybertroniana. Localizzato l'Allspark sulla Terra, vi si recò per recuperarlo ma, atterrando nei pressi del Polo Nord, rimase ibernato sotto la calotta artica per centinaia di anni; scoperto dal trisavolo di Sam Witwicky, il suo corpo fu recuperato dal Settore 7 e nascosto sotto la diga di Hoover nel 1935. Nel primo film, i Decepticon lo trovano e riescono a riattivarlo; durante la battaglia finale il leader dei Decepticon cerca di recuperare l'Allspark da Sam, ma il ragazzo inserisce il Cubo nel petto del robot, uccidendolo. Il suo corpo senza vita viene gettato nell'Abisso Laurenziano, ma nel secondo film i Decepticon lo trovano e lo riportano in vita. Si scontra con Optimus Prime riuscendo ad ucciderlo, per poi recarsi in Egitto e prendere parte alla battaglia finale, nella quale Optimus, tornato in vita, lo sfigura e mutila, costringendolo alla ritirata. Nel terzo film si allea con Sentinel Prime e assalta Chicago con il suo esercito di Decepticon; convinto da Carly, la fidanzata di Sam, del fatto che Sentinel sta cercando di sottrargli il potere, si scaglia sull'alleato per indebolirlo; in seguito si scontra per l'ultima volta con Optimus Prime, venendo sconfitto e ucciso. Nel quarto film, le informazioni contenute nella sua testa vengono utilizzate per programmare un drone della KSI, Galvatron: il leader dei Decepticon si reincarna a tutti gli effetti nel drone e prende il controllo di tutti i robot costruiti dalla KSI, mettendosi alla ricerca del Seme di Joshua Joyce, una potente bomba che vuole far detonare per costruire un nuovo esercito. Nella battaglia di Hong Kong, i Decepticon vengono decimati dagli Autobot e dai Dinobot e Galvatron è costretto alla fuga. Nel quinto film lavora per Quintessa e si scontra con gli Autobot su Cybertron, venendo mutilato e scaraventato fuori dalla camera d'ignizione del pianeta da Optimus Prime.
Nella forma di Galvatron è un drone che la KSI costruisce nel quarto film utilizzando i dati della testa di Megatron. È il drone più potente e avanzato, nonché quello di cui Joshua Joyce è più fiero; si trasforma in un Argosy Freightliner ed è armato con un lanciamissili e alcune lame situate sotto i suoi avambracci. Joyce voleva modellare il robot con le sembianze di Optimus Prime, ma essendo stato costruito utilizzando i dati della testa di Megatron il drone assume le sembianze del leader dei Decepticon. Nel film, Megatron infetta il drone con i suoi cromosomi, facendo sì che la sua conoscenza si trasferisca in esso e il leader dei Decepticon si reincarni a tutti gli effetti in Galvatron. Quando Joyce cerca di utilizzarlo per attaccare gli Autobot, Galvatron va fuori controllo e si batte autonomamente contro Optimus Prime. Prende in seguito il controllo degli altri droni della KSI e cerca di rubare il Seme, che vuole utilizzare per creare un nuovo esercito di Decepticon, ma non vi riesce a causa dell'intervento dei Dinobot, che nella battaglia finale annientano il suo esercito e lo costringono alla fuga.

#### Starscream
Doppiato da Charlie Adler in lingua originale e da Luigi Scribani in lingua italiana, è l'infido e crudele braccio destro di Megatron nella prima trilogia della serie. Si trasforma in un F-22 Raptor: come armi da fuoco dispone di cannoni Vulcan e lanciarazzi posti sui suoi avambracci, oltre a una lama circolare utilizzata nei combattimenti ravvicinati. Nel primo film prende parte alla battaglia finale, alla quale sopravvive; fugge nello spazio alla ricerca di rinforzi e ritorna nel secondo film, dove partecipa alla battaglia in Egitto, ma è costretto a battere in ritirata. Nel terzo film distrugge l'astronave Xantium, credendo erroneamente che a bordo vi siano gli Autobot; prende parte alla battaglia di Chicago, durante la quale viene ucciso da Sam con l'ausilio delle armi fornitegli da Que. Nel quinto film la sua testa viene portata da Daytrader nello sfasciacarrozze di Cade.

#### Soundwave
Doppiato in lingua originale da Frank Welker e in lingua italiana da Mario Bombardieri, è il più fidato luogotenente di Megatron. Appare nel secondo e terzo film della saga: nel secondo si trasforma in un satellite cybertroniano, mentre nel terzo si trasforma in una Mercedes-Benz SLS AMG. Ottima spia, nella seconda pellicola è in orbita attorno alla Terra e si collega ad un satellite statunitense per ottenere le informazioni terrestri che gli servono. Nel terzo film è l'auto che Dylan Gould regala a Carly, la fidanzata di Sam, al fine di osservare le mosse del ragazzo; partecipa alla battaglia di Chicago, durante la quale uccide Que, ma viene a sua volta ucciso da Bumblebee.
Soundwave appare anche nel prequel/spin-off Bumblebee, dove ordina ai Decepticon di attaccare gli Autobot, e, in un flashback successivo, scaglia Ravage contro Optimus Prime.

#### Shockwave
Doppiato da Frank Welker in lingua originale e da Alessandro Ballico in lingua italiana, è caratterizzato dall'avere un solo occhio ciclopico e un potente cannone al posto del braccio destro. Compare nel terzo film e si trasforma in un carro armato cybertroniano, ma nella pellicola questa trasformazione non viene mostrata. Governatore di Cybertron, nel videogioco Transformers 3 e in vari fumetti viene rivelato che il Decepticon aveva captato una debole radiazione dell'Allspark proveniente dalla Terra e vi si era recato insieme a Driller. Avvicinandosi al pianeta la sua astronave urtò diverse meteore che, cadendo sulla Terra, causarono l'evento di Tugunska. I sovietici trovarono Shockwave ibernato in Siberia e lo portarono in una base segreta in Ucraina, dove lo studiarono a lungo per poi abbandonarlo dopo il disastro di Chernobyl. Nel film partecipa alla battaglia di Chicago, nella quale viene ucciso da Optimus Prime con l'aiuto dei militari umani. Shockawave compare anche nel prequel/spin-off Bumblebee, in qualità di guida dei Decepticon, ruolo affidatogli da Lord Megatron prima della sua partenza in cerca dell'Allspark, la fonte di vita di Cyberton.

#### Barricade
Doppiato da Jess Harnell in lingua originale e da Achille D'Aniello in italiano, nel primo e terzo film si trasforma in una Ford Mustang Saleen S281 del 2007 in versione autopattuglia della polizia; sulla fiancata, al posto della frase "to protect and serve" ("per proteggere e servire") presenta la scritta "to punish and enslave" ("per punire e schiavizzare"). Nel quinto film si presenta con le sembianze di una Ford Mustang Shelby del 2015 sempre in versione autopattuglia. Il suo armamento comprende un cannone al plasma incorporato nel braccio, una mitragliatrice, una sorta di mazza ferrata rotante e, nel quinto film, due tirapugni con su scritto "punish" ed "enslave". Nella prima pellicola incarna lo stereotipo del classico "poliziotto cattivo"; si mette sulle tracce di Sam, lo trova e lo interroga ferocemente sugli occhiali del trisnonno, sui quali è incisa la posizione dell'Allspark sulla Terra. Si scontra successivamente con Bumblebee, avendo la peggio. Assente nel secondo film, ricompare nel terzo durante la battaglia di Chicago, nella quale viene apparentemente ucciso da un attacco dei militari di Lennox. Ritorna nel quinto film con un nuovo aspetto meno alieno e più "umanizzato"; è uno dei soldati più fedeli di Megatron e si scontra con Bumblebee, venendo nuovamente sconfitto.

#### Frenzy
Doppiato da Reno Wilson, è un Minicon apparso nel primo film che si trasforma inizialmente in uno stereo portatile e in seguito in un cellulare. Collaboratore di Barricade, sale a bordo dell'Air Force One per impiantare un virus nella rete informatica militare statunitense e scoprire dove si trova l'Allspark, ma viene scoperto e non vi riesce. Attacca Sam e Mikaela, venendo massacrato da quest'ultima con l'ausilio di una sega elettrica; ripresosi, scopre la posizione dell'Allspark, nascosto presso la diga di Hoover, vi si reca e utilizza la sua energia per rigenerarsi. In seguito attacca Simmons, Keller, Maggie e Glen, che stavano cercando di fornire supporto aereo agli Autobot durante la battaglia finale; viene ucciso da una sorta di dischetto-shuriken da lui stesso lanciato, che gli mozza di netto la testa. Nel secondo film la sua testa mozzata ha un cameo e appare presso la macelleria di Simmons.

#### Blackout
È il primo Transformer in assoluto ad apparire nella serie. Presente solo nel primo film, si trasforma in un elicottero MH 53 Pave Low. Come armi utilizza un'elica e una mitragliatrice Gatling che gli appaiono dal braccio destro; dal suo torace si forma inoltre un potente cannone. Attacca la base militare statunitense in Qatar, cercando senza successo di hackerare la rete militare americana per scoprire dove si trova l'Allspark. Partecipa in seguito alla battaglia finale, nella quale viene ucciso da un raid dell'aeronautica militare giunta in supporto degli uomini di Lennox.

#### Scorponok
È un Decepticon dalle sembianze di uno scorpione metallico apparso nel primo e secondo film. Al posto delle tenaglie ha due trivelle che gli permettono di spostarsi sottoterra; appare per la prima volta quando, nel primo film, Blackout lo libera durante l'assalto alla base in Qatar. Il giorno seguente attacca i superstiti dell'assalto, ma viene messo in fuga con l'aiuto dell'aeronautica militare. Ritorna nel secondo film, dove nella battaglia finale in Egitto ferisce a morte Jetfire, prima di essere ucciso da quest'ultimo.

#### Brawl
Appare nel primo film (confusamente menzionato come "Devastator") e si trasforma in un carro armato M1 Abrams pesantemente modificato: monta infatti una seconda torretta con due cannoni supplementari, due batterie lanciamissili da quattro razzi ciascuna e due browning M2 gemelle; è provvisto inoltre di uno sfollagente/sminatore montato sulla parte anteriore. Partecipa alla battaglia finale, in cui gli Autobot riescono ad abbatterlo una prima volta; ridestatosi, viene definitivamente ucciso dai militari di Lennox con l'aiuto di Bumblebee.

#### Bonecrusher
Doppiato da Jimmie Wood, si trasforma in un Buffalo MRAP ed è dotato di una pinza mobile collegata al paraurti che nella forma robotica utilizza come arto. Ha la particolarità di avere le ruote al posto dei piedi e ciò lo rende piuttosto rapido nonostante le sue grandi dimensioni. Appare nel primo film, dove ingaggia una battaglia contro Optimus Prime, venendo decapitato e ucciso. Ricompare nel secondo film durante la battaglia in Egitto, dove possiede dei cannoni sulle braccia e uccide Arcee ed Elita One, per poi essere a sua volta ucciso da Ironhide.

#### Ravage
È una pantera robotica con un occhio solo che appare nel secondo film. Molto agile e veloce, è un collaboratore di Soundwave e come armi possiede un lanciarazzi e due potenti mitragliatrici sul dorso. Dalla bocca può far uscire delle piccole sfere che possono unirsi per formare Reedman, un Minicon molto sottile e quasi invisibile, che nel film lo aiuta a rubare la scheggia dell'Allspark in seguito utilizzata per resuscitare Megatron. Ravage prende parte alla battaglia finale in Egitto, nella quale viene ucciso da Bumblebee.

#### Grindor
Doppiato da Frank Welker, compare nel secondo film e nel design è pressoché identico a Blackout, tranne che per il colore, un grigio leggermente più chiaro. Nel film rapisce Sam per portarlo da Megatron; in seguito combatte contro Optimus Prime, che lo uccide strappandogli la testa a metà.

#### Constructicon
Sono un gruppo di Decepticon apparsi per la prima volta nel secondo film che si trasformano in veicoli da costruzione. Possono unirsi per formare Devastator, un Transformer di abnormi dimensioni che appare nella battaglia finale in Egitto della seconda pellicola. Le dimensioni di Devastator sono così grandi che il robot non riesce a camminare su due gambe e si sposta utilizzando tutti e quattro i suoi arti. È in grado di risucchiare tutto ciò che si trova nei suoi paraggi e tritarlo in un enorme macinatore posto nella sua bocca. Nel film si arrampica su una piramide egizia e inizia a distruggerla, poiché sotto di essa si trova la macchina in grado di distruggere il Sole che The Fallen vuole attivare. Completata l'opera, viene colpito da un colpo di un cannone elettromagnetico posto su un vicino cacciatorpediniere statunitense e cade al suolo dividendosi in più parti.
Il gruppo è composto da:
- Mixmaster: capo dei Constructicon, si trasforma in una betoniera Mack Granite Cement Mixer nero e grigio. Nella sua forma robotica è dotato di quattro scudi, ricavati dal tamburo di miscelazione, e di un cannone che si forma dalla sua schiena. Nel secondo film combatte in prima linea nella battaglia in Egitto, durante la quale viene ucciso da Jetfire. Frattanto, un suo clone forma Devastator e costituisce la sua testa.
- Demolishor: doppiato da Calvin Wimmer in lingua originale e da Francesco De Francesco in lingua italiana, si trasforma in un Terex O&K RH400[9] bianco che, per via delle sue dimensioni, gli fornisce un'altezza elevatissima. Ha la particolarità di spostarsi su due enormi ruote ricavate dai cingoli, con le quali schiaccia e distrugge ogni cosa. Appare all'inizio del secondo film, dove semina caos e distruzione per le vie di Shanghai e si scontra con il NEST, venendo ucciso da Optimus Prime con un colpo di cannone alla testa.
- Scavenger: si trasforma in un Terex O&K RH400 rosso ed è uguale a Demolishor, tranne che per il colore. Forma la parte superiore del busto di Devastator.
- Scrapper: si trasforma in una pala gommata Caterpillar 992G[10] di colore giallo. Nella sua forma robotica è dotato, al posto delle mani, di una cesoia idraulica allungabile e di un ragno idraulico collegato ad una catena. Appare nel secondo film durante la battaglia finale, nella quale viene ucciso durante un bombardamento aereo. Un suo clone, nel frattempo, forma Devastator e costituisce il suo braccio destro. Scrapper ricompare nel terzo film, nel quale viene ucciso durante la battaglia finale da Optimus Prime.
- Long Haul: si trasforma in un camion ribaltabile Caterpillar 773B[11] verde; come armi possiede dei lanciarazzi a ricerca termica montati sulle sue braccia e delle mitragliatrici. Nel secondo film combatte in Egitto contro gli Autobot e i militari del NEST, venendo ucciso durante un bombardamento aereo. Un suo clone, nel frattempo, forma Devastator e costituisce la sua gamba destra. Long Haul ricompare nel terzo film, nel quale viene ucciso da Optimus Prime durante la battaglia di Chicago.
- Rampage: doppiato da Kevin Michael Richardson, si trasforma in un bulldozer cingolato Caterpillar D9R rosso. Nella sua forma robotica utilizza i suoi cingoli come fruste e possiede, al posto delle gambe, una sorta di molla che gli consente di spostarsi esclusivamente saltando; è dotato inoltre di due blaster che spuntano dalle sue braccia. Nella seconda pellicola prende parte alla battaglia finale in Egitto, durante la quale viene ucciso da Bumblebee.
- Skipjack, si trasforma in un buldozzer Caterpillar D9R giallo ed è identico a Rampage da cui ne differisce solamente per il colore. Nel film Skipjack forma il piede sinistro di Devastator.
- Scrapmetal: si trasforma in un Volvo EC700C giallo e nella sua forma robotica è molto simile a Scrapper; viene ucciso nella seconda pellicola da Long Haul e Mixmaster, al fine di utilizzare i suoi pezzi per riportare in vita Megatron.
- Higtower: si trasforma in una gru Kobelco CKE2500 di colore giallo. Nella sua forma robotica, non rivelata nel film, si sposta sui suoi cingoli e raggiunge dimensioni molto elevate. Forma il braccio sinistro di Devastator.
- Overload: si trasforma in un Komatsu HD465-7[12][13] modificato di colore rosso. Nella sua forma robotica, non rivelata nel film, è dotato di quattro braccia uncinate e di tre paia di gambe. Forma la parte inferiore del busto di Devastator.
- Altri Constructicon: nel secondo film appaiono altri due membri del gruppo senza nome, ovvero un bulldozer di colore giallo che forma la mano sinistra di Devastator e un camion ribaltabile giallo che forma la sua gamba sinistra insieme a Skipjack.

#### Sideways
Si trasforma in un'Audi R8 del 2007 e nella sua forma robotica ha un design simile a quello di Barricade. Appare nel secondo film, all'inizio del quale viene ucciso da Sideswipe durante l'attacco dei Decepticon a Shanghai. Nel terzo film un suo clone, dotato di un fucile di precisione, appare durante la battaglia finale e viene falciato e ucciso da Optimus Prime.

#### Doktor
Doppiato da John Di Crosta in lingua originale e da Fabrizio Mazzotta in italiano, è un Minicon che si trasforma in un microscopio elettronico. La sua parlata è caratterizzata dall'avere l'accento tedesco. Appare nel secondo film, nel quale si reca nell'Abisso Laurenziano insieme ai Constructicon per riportare in vita Megatron. Nel terzo film alcuni suoi simili lavorano per riparare la testa ferita di Megatron.

#### Alice
Interpretata da Isabel Lucas e doppiata in italiano da Veronica Puccio, è un Transformer che assume sembianze umane. Appare nel secondo film, nel quale è inizialmente una compagna di corso di Sam Witwicky al college, ma ben presto si rivela essere un Decepticon e cerca di uccidere il ragazzo. Viene uccisa da Mikaela che, alla guida di un'auto, schiaccia il robot a un palo e in seguito lo investe.

#### Driller
Enorme Decepticon tentacolare, appare nel terzo film, nel quale risponde agli ordini di Shockwave. Il suo corpo è composto da un grande macinatore in grado di distruggere qualsiasi materiale: nel film, durante la battaglia di Chicago, si sposta sotto le strade della città e abbatte il grattacielo che Sam, Carly, Epps e i suoi uomini stavano salendo per poter abbattere il pilastro di controllo di Sentinel Prime. Viene ucciso da Optimus Prime, che trapassa il suo corpo spezzandolo in due.

#### Laserbeak
Doppiato in lingua inglese da Keith Szarabajka e in italiano da Alessandro Quarta, è un Decepticon dalle sembianze rapaci anch'egli collaboratore di Soundwave. Capace di trasformarsi in molteplici oggetti terrestri, appare nel terzo film, dove ha il compito di uccidere gli umani che segretamente lavorano per i Decepticon. Viene ucciso nella battaglia di Chicago da Bumblebee.

#### Dreads
Sono un trio di Decepticon composto da:
- Crankcase;
- Crowbar;
- Hatchet.

Si trasformano tutti e tre in una Chevrolet Suburban nera della polizia e appaiono nel terzo film, nel quale cercano di recuperare Sentinel Prime, l'unico in grado di attivare il ponte spaziale di sua invenzione. Inseguono l'ex leader degli Autobot, scortato da Bumblebee, Sideswipe e Dino, prima in autostrada e poi per le vie di Washington; Hatchet viene ucciso da Dino e Bumblebee, mentre Crankcase e Crowbar vengono eliminati da Ironhide e Sideswipe.

#### Devcon
Non ha un doppiatore e si trasforma in un autocarro MAZ 543 sovietico. Compare solo per pochi istanti nel terzo film, durante la battaglia di Chicago, venendo infine ucciso da un assalto dei Wreckers. Le sue grandi dimensioni unite ad un pesante armamento lo obbligano a spostarsi su quattro zampe.

#### Igor
Doppiato in lingua inglese da Greg Berg, è un piccolo Decepticon deforme apparso solo nel terzo film. Il suo corpo è formato da una grande testa (che sembra essere quella di Long Haul) alla quale sono collegate due piccole braccia e due sottili piedi.

#### Nitro Zeus
Doppiato da John Di Maggio in lingua inglese e da Metello Mori in lingua italiana, è un sottoposto di Megatron nel quinto film. La sua testa è molto simile a quella di Shockwave, mentre il resto del corpo è identico a quello della modalità robot dei droni Boss della KSI. Si trasforma in un caccia Saab JAS 39 Gripen e, nel film, partecipa alla battaglia finale su Cybertron, nella quale viene ucciso da Bumblebee con un colpo di cannone alla testa.

#### Onslaught
Doppiato da John Di Maggio in lingua originale, appare al fianco di Megatron nel quinto film. Si trasforma in un carro attrezzi Western Star 4900SF verde e riprende il design di Long Haul, seppur con qualche modifica nell'armamento. Viene ucciso da un'azione combinata di Drift e Crosshairs.

#### Dreadbot
È uno dei Decepticon al fianco di Megatron nel quinto film; si trasforma in un Volkswagen Type 2 arrugginito e possiede la stessa forma robotica di Crowbar, uno dei Dreads apparsi nel terzo film. Nella pellicola viene ucciso da Grimlock.

#### Mohawk
Doppiato in lingua inglese da Reno Wilson e in lingua italiana da Nanni Baldini, è un Decepticon al servizio di Megatron nel quinto film. Si trasforma in una motocicletta Confederate Motorcycles P51 Combat Fighter e viene ucciso da Bumblebee.

#### Berserker
Doppiato da Steven Barr in lingua originale e da Luca Ward in lingua italiana, è un mostruoso Decepticon apparso nel quinto film. Somiglia a Crankcase, uno dei Dreads apparsi nel terzo film, e viene tenuto sotto custodia dagli umani a causa della sua pericolosità.

#### Shatter
Doppiata da Angela Bassett in lingua originale e da Antonella Giannini in italiano, è una spia Decepticon, nonché sadica e spietata assassina, ingaggiata insieme al compagno Dropkick per dare la caccia agli Autobot in fuga e soprattutto al loro leader Optimus Prime; è una dei due antagonisti principali del primo film della serie prequel (assieme con Dropkick), e arcinemica di Bumblebee. Si tratta di una "Triple Changer", cioè capace di tre trasformazioni, infatti oltre alla sua forma robotica, si trasforma anche in un'auto sportiva Plymouth GTX rossa e nera modificata ed in un aereo AV-8B Harrier II bianco e rosso. Viene uccisa da Bumblebee durante il combattimento finale.

#### Dropkick
Doppiato da Justin Theroux in lingua inglese e da Simone D'Andrea in italiano, è l'omicida e crudele partner nonché sottoposto di Shatter; è uno dei due antagonisti principali del primo film della serie prequel (assieme con Shatter). Anch'egli, come la sua superiore, è un "Triple Changer", infatti oltre che in robot, si trasforma in un'auto sportiva AMC Javelin blu e nera modificata ed in un elicottero d'attacco Bell AH-1 SuperCobra grigio e blu. Assieme alla sua superiore tortura sadicamente Cliffjumper, fino ad arrivare ad ucciderlo senza pietà. Viene ucciso da Bumblebee durante il combattimento finale.

#### Blitzwing
Doppiato da David Sobolov in originale e da Nicola Braile in Italiano, si trasforma in un McDonnell Douglas F-4 Phantom II e appare nel primo film prequel. Si reca sulla Terra per trovare Bumblebee, ingaggiando una violenta battaglia con l'autobot dove gli strappa l'apparato vocale. Verrà ucciso da Bumblebee che gli impianterà un missile nel petto e lo farà esplodere con un colpo  di cannone.

#### Altri Decepticon
Nel corso della saga appaiono diversi Decepticon minori. Nel primo film, mentre Sam Witwicky cerca di nascondere l'Allspark ai Decepticon durante la battaglia finale l'energia del Cubo trasforma un volante di un'auto, una consolle e un distributore di bevande in piccoli Decepticon. Nel secondo film la scheggia dell'Allspark trovata da Sam nella sua felpa cade nella cucina della sua abitazione e trasforma gli elettrodomestici della casa in piccoli Transformer, in seguito eliminati da Bumblebee. Durante la battaglia finale in Egitto appaiono vari Decepticon che si scontrano con i militari di Lennox e gli Autobot, ma vengono tutti eliminati nell'ambito dell'operazione Firestorm.
Nel terzo film, alcuni soldati Decepticon appaiono in un flashback ambientato su Cybertron ai tempi della guerra contro gli Autobot. Durante lo scontro finale appaiono numerosi Decepticon che assaltano la città di Chicago e combattono contro gli Autobot. Nel quarto film, sulla nave di Lockdown appaiono dei mercenari al suo servizio.

#### Droni della KSI

##### Stinger
Si trasforma in una Pagani Huayra rossa ed è fisicamente ispirato a Bumblebee. È dotato di un cannone con tenaglia che spunta dal suo braccio destro e di un lanciamissili su ogni avambraccio. Appare per la prima volta quando, nel quarto film, Cade e Shane si infiltrano nella sede della KSI; appena lo vede Bumblebee se ne ingelosisce in quanto viene pubblicizzato come se fosse migliore di lui, finendo per colpirlo e farlo cadere dal sostegno da cui era retto. Durante la battaglia finale Galvatron hackera anche Stinger, che si reca a Hong Kong insieme a lui e si scontra con Bumblebee e Hound. Viene ucciso da Bumblebee con l'aiuto del Dinobot Strafe.

##### KSI-Sentry
Sono un modello di drone costruito dalla KSI nel quarto film in un gran numero di unità. Si trasformano tutti in Chevrolet Trax e hanno differenti colorazioni: la maggior parte è rossa, ma alcuni sono neri, bianchi, blu e marroni. Armati con mitragliatrici incorporate nel braccio sinistro e lame poste sul braccio destro, vengono hackerati da Galvatron e si scontrano con gli Autobot durante la battaglia di Hong Kong. In gran parte vengono uccisi da Bumblebee e Hound, mentre i restanti vengono eliminati con l'aiuto dei Dinobot. È probabile che i dati utilizzati per creare i Sentry siano quelli delle teste dei Decepticon protoforma che hanno assaltato Chicago nel terzo film.

##### KSI-Boss
Sono un modello di drone costruito dalla KSI nel quarto film. Di colorazione bianca e medie dimensioni, non hanno una forma veicolare e sono armati di mitragliatrici poste sul braccio sinistro, due Minigun sulle spalle e una grossa lama sull'avambraccio destro. Nel film vengono hackerati da Galvatron e si scontrano con gli Autobot nella battaglia finale di Hong Kong; alcuni vengono uccisi da Hound e Bumblebee, altri dai Dinobot e altri ancora da una granata di Lockdown innescata da Optimus Prime. I Boss erano presenti anche nei concept art del secondo film: il loro design doveva essere utilizzato per il Decepticon Cyclonus, il quale venne poi scartato in fase di produzione.

##### Two Head
Sono un modello di drone costruito dalla KSI nel quarto film. Ispirati a Shockwave, per la loro creazione sono stati utilizzati proprio i dati della testa dell'ex governatore di Cybertron. Privi di una forma veicolare, possiedono due teste, entrambe con un solo occhio; la testa destra possiede due corna lunghe e curve, mentre la testa sinistra possiede un solo corno lungo sulla fronte. Sono armati con delle lame su entrambi gli avambracci ed è probabile che possano utilizzare le corna per colpire i nemici, essendo robot robusti e adatti al combattimento corpo a corpo. Nel film vengono hackerati da Galvatron e prendono parte alla battaglia di Hong Kong, durante la quale appaiono tre Two Head: uno viene eliminato da Hound, mentre gli altri due vengono uccisi da una granata di Lockdown innescata da Optimus Prime.

##### Junkheap
Sono un modello di drone prodotto dalla KSI nel quarto film, nel quale si trasformano in un camion della spazzatura della Waste Management. Ogni camion è composto da tre robot: uno costituisce la motrice, un altro costituisce la parte centrale e il terzo costituisce la parte posteriore. Nel terzo film, durante l'invasione di Washington ad opera dei Decepticon appare un Transformer senza nome che assimila un camion della spazzatura della Waste Management: è probabile che la KSI abbia utilizzato i dati della sua testa per programmare i Junkheap. Armati con mitragliatrici d'assalto, vengono hackerati da Galvatron e prendono parte alla battaglia di Hong Kong, nella quale alcuni vengono eliminati da Hound e Bumblebee, mentre i restanti vengono uccisi da una granata di Lockdown innescata da Optimus Prime.

##### Oreo Transformer
È un drone singolo costruito dalla KSI nel quarto film. Si trasforma in un distributore automatico con sopra il logo dell'azienda Oreo e appare per pochi secondi durante l'assalto degli Autobot alla sede della KSI.

### Terrorcon

#### Scourge
Doppiato da Peter Dinklage in lingua originale e da Gianluca Iacono in italiano, è l'antagonista principale del secondo film della serie prequel, essendo l'emissario nonché il servitore dell'oscuro e malvagio dio del caos, Unicron; è un sadico e spietato cacciatore di trofei che colleziona molti simboli dei Transformer (tra cui gli Autobot, i Maximal, i Wrecker, i Decepticon, i Predacon e i cybertroniani Elite Guard e mercenari) in cui si trasforma anche in un semirimorchio Peterbilt 359 nero, leader dei Terrorcon, e arcinemico di Noah Diaz e di Mirage. Giunge sulla Terra, con i suoi seguaci al seguito, per recuperare per conto del suo padrone la Chiave a Transcurvatura dei Maximal, ma fino alla fine viene sconfitto e ucciso furiosamente da Optimus Prime che gli taglia entrambe le braccia e strappandogli la testa e il midollo spinale durante il combattimento finale.

#### Nightbird
Doppiata da MJ Rodriguez in lingua originale e da Daniela Calò in italiano, è una dei due antagonisti secondari del secondo film della serie prequel, e una ninja Terrorcon e la seconda in comando di Scourge, che si trasforma in una Nissan Skyline GT-R R33. Viene uccisa da Bumblebee, che le strappa una delle ali e la conficca nella sua scintilla durante il volo. L'esplosione risultante la ridusse a nient'altro che una pioggia di parti rotte, le uniche rimaste intatte erano le sue spade.

#### Battletrap
Doppiato da David Sobolov in lingua originale e da Antonino Saccone in italiano, è uno dei due antagonisti secondari del secondo film della serie prequel e un commando Terrorcon che si trasforma in un carro attrezzi GMC TopKick C7000 arancione degli anni '80. Nella battaglia finale, negoziando un vero combattimento, viene smembrato (braccio e gamba recisi) da Optimus Prime e ucciso da Optimus Primal (causato da un colpo del suo stesso mazzafrusto)

### Umani

#### Theodore Galloway
John Benjamin Hickey interpreta Theodore Galloway, è l'antagonista terziario del secondo film della serie originale. Il consigliere per la sicurezza nazionale, convinto che i Decepticon siano sulla Terra desiderosi di vendetta nei confronti degli Autobot, prende in considerazione la possibilità di cacciare i robot dal pianeta.

#### Dylan Gould
Patrick Dempsey interpreta Dylan Gould, è l'antagonista terziario del terzo film della serie originale. Arcinemico di Sam Witwicky e capo di Carly, lavora restaurando la sua vasta collezione di auto e si rivelerà essere un aiutante dei Decepticon. Rapisce Carly e la porta a Chicago, dove nella battaglia finale viene ucciso da Sam, folgorato da un pilastro che ha attivato il ponte spaziale di Sentinel Prime.

#### Harold Attinger
Kelsey Grammer interpreta Harold Attinger, è l'antagonista principale del quarto film della serie originale. Un agente spietato, avido, ambizioso, spregevole, ipocrita, viscido, corrotto, disonesto, privo di scrupoli, odioso e puramente malvagio della CIA a capo dell'operazione "Cemetery Wind", volta ad eliminare tutti i Transformers sulla Terra, e arcinemico di Cade Yeager. Viene ucciso nello scontro finale da Optimus Prime in Hong Kong poiché stava tentando di eliminare furiosamente Cade.

#### James Savoy
Titus Welliver interpreta James Savoy nel quarto film. È un agente impetuoso, duro, spietato, vendicativo, brutale e violento della CIA e il braccio destro di Harold Attinger, dà la caccia a Cade fino a Hong Kong, dove viene ucciso dall'inventore che lo fa precipitare dopo un duro scontro. Savoy non mostra nessuna compassione con gli Autobot dopo che ha perso sua sorella a Chicago.

#### Jack Burns
John Cena interpreta Jack Burns, è l'antagonista secondario e antieroe del primo film della serie prequel. Un cinico e spietato agente del Settore 7.

#### Dottor Powell
John Ortiz interpreta il Dottor Powell, è l'antagonista terziario e antieroe del primo film prequel. Uno scienziato e agente del Settore 7.

### Altri antagonisti

#### Unicron
Doppiato da Colman Domingo in lingua originale e da Roberto Fidecaro in italiano, è una misteriosa entità oscura e potentissima attorno alla quale si è formata la Terra miliardi di anni fa (in maniera del tutto simile alla sua controparte della serie animata Transformers: Prime e del film televisivo d'animazione Transformers Prime Beast Hunters: Predacons Rising), soprattutto è il fratello gemello malvagio di Primus. Unicron compare nei film Transformers - L'ultimo cavaliere e Transformers - Il risveglio.

#### The Fallen
Primo Decepticon in assoluto, viene doppiato in lingua originale da Tony Todd e in lingua italiana da Gaetano Varcasia. Megatronus Prime è uno dei sette Prime originali, ma li tradì poiché voleva sterminare la razza umana distruggendo il Sole per produrre Energon. È l'antagonista principale del secondo film della serie originale, nonché il maestro di Megatron. Nella battaglia finale in Egitto tenta di distruggere il Sole attivando l'apposita macchina, posta sotto una piramide, ma Optimus Prime riesce a fermarlo in tempo distruggendo la macchina, per poi uccidere il Caduto strappandogli la scintilla dal petto.

#### Sentinel Prime
Doppiato in originale da Leonard Nimoy e in italiano da Dario Penne, è il predecessore di Optimus Prime come leader degli Autobot, nonché il suo mentore, e l'antagonista principale del terzo film della serie originale. Sentinel si trasforma in un veicolo antincendio Rosenbauer Panther rosso e nero. Come armi utilizza un'alabarda doppia, uno scudo e una pistola caricata con munizioni corrosive. Mentre stava fuggendo da Cybertron ai tempi della guerra tra Autobot e Decepticon la sua astronave, l'Arca, fu attaccata dai Decepticon e si schiantò sulla Luna. Riportato in vita con la Matrice del comando di Optimus Prime, rivela di aver fatto un patto con Megatron al fine di salvare Cybertron e riportarlo al suo antico splendore, andando contro i suoi stessi ideali di Autobot e sebbene provi disprezzo per Megatron e i suoi. Dopo aver ucciso Ironhide, l'ex leader degli Autobot attiva i suoi pilastri, una tecnologia di sua invenzione, e crea un ponte spaziale che trasporta sulla Terra centinaia di Decepticon. I suoi piani prevedono di portare Cybertron sulla Terra e usare gli umani come schiavi; durante la battaglia di Chicago viene però attaccato dallo stesso Megatron e poi ucciso da Optimus Prime. La sua testa appare anche nel quarto film, dove la KSI utilizza i dati in essa contenuti per programmare nuovi droni da combattimento.

#### Lockdown
Doppiato da Mark Ryan in lingua originale e da Rodolfo Bianchi in italiano, è l'antagonista secondario del quarto film della serie originale. È uno spietato e misantropico mercenario, Lockdown si trasforma in una Lamborghini Aventador. Possiede vari tipi di arma, tra cui un enorme cannone che si forma dalla sua testa, lanciarazzi sulle spalle, fucili a pompa, granate, lame, un uncino situato nel braccio destro e un attrezzo per estrarre le scintille dei Transformer. Impadronitosi dell'astronave dei Cavalieri Leggendari, la utilizza come prigione personale e la gestisce insieme a una ciurma di mercenari e ad un branco di lupi meccanici. Nel film stringe un accordo con la CIA: in cambio dell'aiuto degli umani nella cattura di Optimus Prime, i cui Creatori lo rivogliono indietro, il robot consegnerà agli umani un Seme, una bomba in grado di trasformare la materia organica in transformio, il materiale di cui i Transformer sono fatti. Combatte contro Optimus Prime nello scontro finale, venendo ucciso dal leader degli Autobot con l'aiuto di Cade Yeager e Bumblebee.

#### Quintessa
Interpretata da Gemma Chan e doppiata in italiano da Chiara Gioncardi, è l'antagonista principale del quinto film della serie originale. È una sorta di dea che afferma di essere la creatrice di Optimus Prime; il suo obiettivo è recuperare il bastone di Merlino, fonte del suo potere di creazione, che le fu sottratto dai suoi Cavalieri Guardiani molti millenni fa. Dopo aver assoggettato Optimus Prime al suo volere, lo invia sulla Terra per recuperare il bastone, ma il leader degli Autobot ritorna in sé dopo il suo combattimento contro Bumblebee; Megatron allora irrompe per rubare il bastone e lo consegna di persona a Quintessa, che inizia a drenare attraverso Stonehenge l'energia vitale della Terra per poter ripristinare Cybertron e distruggere Unicron. Gli Autobot si recano allora su Cybertron e riescono a sconfiggere i Decepticon e gli Infernocon al suo servizio; Bumblebee spara a Quintessa, il cui corpo si dissolve nel nulla, mentre Viviane Wembly afferra il bastone di Merlino, salvando la Terra.

#### Infernocon
Sono i soldati al servizio di Quintessa nel quinto film, tra i quali figurano:
- Skulk
- Rupture
- Thrash
- Gorge
- Glug

Gli Infernocon possono unirsi per formare un mostruoso Transformer di nome Infernocus, che possiede due potenti cannoni sulle braccia. Infernocus appare durante la battaglia finale su Cybertron, nella quale affronta gli Autobot ma viene ucciso da Optimus Prime con l'aiuto di Dragonstorm.